# Wertübertragung
Die Wertübertragung ist nach der Theorie von Karl Marx neben der Werterhaltung eine Funktion der konkret-nützlichen Arbeit im kapitalistischen Produktionsprozess.

## Inhalt
Ausgangspunkt ist die Frage, wie im Produktionsprozess, der wesentlich Wertbildungsprozess ist, der Wert, der früher erzeugt wurde, den Weg ins neue Produkt findet. Die Antwort lautet, dass dieser Prozess offenbar aus zwei Prozessen besteht, nämlich
- der Wertübertragung und
- der Wertbildung selbst.

Ein und dieselbe Arbeitsverausgabung zeigt das doppelseitige Resultat der Erhaltung alten und Schaffung neuen Werts. Da es aber ein und dieselbe Arbeit ist, kann das nur Resultat des Doppelcharakters dieser Arbeitsverausgabung selbst sein. Dabei ist klar, welche Seite der Arbeit den neuen Wert bildet: Wert setzt die Arbeit ihrem Material zu, nicht weil sie „einen besondren nützlichen Inhalt hat, sondern weil sie eine bestimmte Zeit dauert. In ihrer abstrakten, allgemeinen Eigenschaft also, als Verausgabung menschlicher Arbeitskraft (…)“ (Marx). Sucht sich der Garnspinner einen neuen Job und wird Tischler, ändert das nichts daran, dass er in seiner Arbeit Wert bildet. Als Tischler wird er allerdings nicht mehr die Baumwolle „in Garn verwandeln, also auch die Werte von Baumwolle und Spindel nicht auf das Garn übertragen“. Die Wertübertragung des alten Werts hängt also an der anderen Seite seiner Arbeit, sie ist Resultat der spezifisch nützlichen Spinnarbeit.
Die Wertübertragung ist zwar Resultat der spezifisch produktiven, der konkret nützlichen Arbeit. Das heißt jedoch nicht umgekehrt, dass es eine Natur-Eigenschaft der konkret nützlichen Arbeit wäre, Werte zu übertragen. Die konkret nützliche Arbeit im Arbeitsprozess ist nichts anderes als die Benutzung vorhandener Gebrauchswerte zur Schaffung neuer Gebrauchswerte. Wenn dabei Werte übertragen werden, dann nur aus dem Grunde, weil der Arbeitsprozess einem Verwertungsprozess untergeordnet ist, weil es von vornherein um die Produktion von Werten geht.
Die Arbeit hat also zwei Seiten, sie ist wertbildend und werterhaltend, und zwar zur gleichen Zeit. Der Baumwollspinner kann keinen Neuwert schaffen, ohne den Wert der Baumwolle aufs Garn zu übertragen. Umgekehrt ist die nützliche Arbeit des Spinnens immer auch Arbeit schlechthin, der Spinner spinnt also auch Wert.
Diese beiden Wirkungen der lebendigen Arbeit werden deutlich, wenn man sich einen Arbeitsprozess vorstellt, in dem sich die Wirkungskraft der Arbeit durch eine Erfindung z. B. versechsfacht. Das hieße am Beispiel eines Baumwollspinners, dass er in 6 Stunden statt vorher 6 Pfund Baumwolle, jetzt 36 Pfund Baumwolle zu 36 Pfund Garn spinnt. Betrachtet man das Resultat von 6 Stunden Spinnarbeit, so enthält dieses Arbeitsprodukt den gleichen neu geschaffenen, aber sechsmal so großen übertragenen Wert. Betrachtet man den Wert eines Pfunds Baumwolle, so enthält sie den gleichen übertragenen Wert, aber nur ein Sechstel des Neuwerts.
Angenommen, der Wert der Baumwolle falle auf ein Sechstel ihres bisherigen Werts. Betrachtet man jetzt das Resultat von sechs Stunden Spinnarbeit, so hat man wiederum den gleichen neu geschaffenen, aber sechsmal weniger übertragenen Wert. Das Gleiche gilt hier für das einzelne Pfund Baumwolle, weil sich die Produktivkraft ja nicht geändert hat.
Das Verhältnis von Wertbildung und Wertübertragung hängt also ab von den Bedingungen der Arbeit: „Unter gegebenen gleich bleibenden Produktionsbedingungen erhält der Arbeiter umso mehr Wert, je mehr Wert er zusetzt, aber er erhält nicht mehr Wert, weil er mehr Wert zusetzt, sondern weil er ihn unter gleich bleibenden und von seiner eignen Arbeit unabhängigen Bedingungen zusetzt.“ (Marx)
Die Baumwolle gibt ihren Wert an das Garn ab, indem sie ihren Gebrauchswert an das Garn abgibt. Die Baumwolle ist nach dem Spinnen zwar verschwunden, jedoch nicht spurlos. Ihr Gebrauchswert ist nicht einfach nur „weg“, sondern er geht – wie auch der Gebrauchswert der Spindel – über in einen neuen Gebrauchswert. Und dem Wert ist es bekanntlich egal, welcher Gebrauchswert ihn trägt, solange es nur irgendeiner tut. Also folgt er in einer Art von „Seelenwanderung“ dem Gebrauchswert. Der alte Gebrauchswert geht unter, und genau in dem Maße, wie er untergeht, und damit seinen Wert verliert, entsteht neuer Gebrauchswert und der Wert erhält sich in dieser neuen Körperform.
Die unterschiedlichen Gebrauchswerte, die als gegenständliche Faktoren in den Arbeitsprozess eingehen, gehen allerdings auch auf sehr unterschiedliche Weise unter. Bei den Roh- und Hilfsstoffen liegt der Fall ziemlich eindeutig, weil sie eben einfach verbraucht werden, weil also ganz offensichtlich ist, dass sie im Umfang ihres Verbrauchs ihren Wert übertragen. Anders liegt der Fall bei den eigentlichen Arbeitsmitteln, die ihre ursprüngliche Gestalt bewahren und am nächsten Tag mit ebendieser Form wieder am Arbeitsprozess teilnehmen. Maschinen werden also nicht einfach verbraucht. Allerdings verschleißen sie. Genau wie ein Mensch täglich um 24 Stunden „abstirbt“, so auch eine Maschine. Hält sie üblicherweise ein Jahr, hat sie nach einem Tag daher auch 1/365 ihres Gebrauchswertes verloren.
Die konkrete Berechnung, die der Kapitalist hier vornimmt, richtet sich natürlich nicht nach dem Begriff der Sache. Er hat hier stattdessen seine Erfahrungswerte.
Anders als Rohstoffe, die genau in dem Maße, wie sie in den Arbeitsprozess eingehen, auch in den Verwertungsprozess eingehen, geht die Maschine also als ganzes in den Arbeitsprozess, aber nur zum Teil in den Verwertungsprozess ein, worin sich der Unterschied von Arbeitsprozess und Verwertungsprozess reflektiert. Auch der umgekehrte Fall ist möglich. Fällt bei einem Rohmaterial produktionsnotwendig ein gewisser Prozentsatz aus der Produktion heraus, so geht dieses Rohmaterial ganz, inkl. „devil’s dust“, in den Verwertungsprozess, aber nur teilweise in den Arbeitsprozess ein.
Die Übertragung des Werts aus „dem verzehrten Leib in den neu gestalteten Leib“, wie Marx das bildlich ausdrückt, ist eine Gratisgabe der Arbeit für den Kapitalisten. Der Arbeiter produziert neuen Wert, und nur darauf kommt es dem Kapitalisten an. Aus diesem Neuwert zieht er schließlich seinen Mehrwert. Aber diese Wertbildung geht nicht ohne die Werterhaltung, denn so sehr es auf die abstrakte Arbeit ankommt, so wenig kann der Arbeiter abstrakte Arbeit leisten, ohne gleichzeitig konkret-nützlich zu arbeiten und so dem Kapitalisten den Wert seiner Produktionsmittel zu erhalten. Stockt der Produktionsprozess, stockt daher einerseits die Bildung von Neuwert, andererseits droht Wertverlust der Produktionsmittel.
An der Stockung der Neuwertbildung fällt dem Kapitalisten auf, dass sein totes Kapital doch ein Anrecht auf mehr Kapital ist, schließlich hat er es ja angeschafft, damit es lebendige Arbeit aufsaugt.
Daneben führt die Stockung aber auch zu Wertverlust der vorhandenen Produktionsmittel, und daran bemerkt der Kapitalist den zweiten Nutzen, den die lebendige Arbeit für ihn hat, nämlich den der Werterhaltung. Der Wertverlust ist zweifach: Zum einen verschleißt nicht nur Gebrauch, sondern auch Nicht-Gebrauch die Produktionsmittel. Zum anderen droht immer moralischer Verschleiß, d. h. die Entwertung durch technischen Fortschritt, weshalb es dem Kapitalisten auf den möglichst schnellen „Verbrauch“ der Maschinen ankommt, und dieser Verbrauch wird durch die Stockung der Produktion gebremst.